# Середній Баяк
Сере́дній Бая́к (рос. Средний Баяк) — присілок у складі Красноуфімського міського округу (Натальїнськ) Свердловської області.
Населення — 243 особи (2010, 357 у 2002).
Національний склад станом на 2002 рік: татари — 93 %.